# Olympische Jugend-Winterspiele 2024/Teilnehmer (Spanien)
| Gelbes Symbol für Goldmedaillen mit stilisierten Olympischen Ringen | Graues Symbol für Silbermedaillen mit stilisierten Olympischen Ringen | Braundes Symbol für Bronzemedaillen mit stilisierten Olympischen Ringen |
| ------------------------------------------------------------------- | --------------------------------------------------------------------- | ----------------------------------------------------------------------- |
| —                                                                   | —                                                                     | 1                                                                       |

Spanien nahm mit 28 Athleten (20 Männer, 8 Frauen) an den Olympischen Jugend-Winterspielen 2024 in der südkoreanischen Provinz Gangwon teil.

## Medaillen

### Medaillenspiegel
| Rang   | Sportart     | Gold | Silber | Bronze | Gesamt |
| ------ | ------------ | ---- | ------ | ------ | ------ |
| 1      | Eiskunstlauf | —    | —      | 1      | 1      |
| Gesamt | Gesamt       | 0    | 0      | 1      | 1      |

### Medaillengewinner
| Name/n                             | Sportart     | Wettkampf |
| ---------------------------------- | ------------ | --------- |
| Bronze                             |              |           |
| Carolina Shan Campillo Pau Vilella | Eiskunstlauf | Paarlauf  |

## Teilnehmer nach Sportart

### Biathlon
| Athleten                      | Wettbewerbe                          | Zeit        | Fehler           | Rang |
| ----------------------------- | ------------------------------------ | ----------- | ---------------- | ---- |
| Frauen                        |                                      |             |                  |      |
| Cristina Lanau                | 6 km Sprint                          | 24:06,9 min | 4 (2+2)          | 43   |
| Cristina Lanau                | 10 km Einzel                         | 47:30,5 min | 9 (1+3+3+2)      | 73   |
| Männer                        |                                      |             |                  |      |
| Rodrigo Azabal                | 7,5 km Sprint                        | 24:46,8 min | 6 (5+1)          | 53   |
| Rodrigo Azabal                | 12,5 km Einzel                       | 49:31,8 min | 11 (3+3+1+4)     | 55   |
| Mixed                         |                                      |             |                  |      |
| Cristina Lanau Rodrigo Azabal | Single-Mixed-Staffel (6 km + 7,5 km) | 53:23,5 min | 10+19 (3+9 7+10) | 26   |

### Eishockey
| Wettbewerb             | 3×3 Männer |
| ---------------------- | --- |
| Athleten               | Iker Ruiz de Galarreta Andrey Garkusha Enzo Franco Alan Lara Nicolás de Julián Iván Román Carlos Rodríguez Ibai Pastor Oriol Pérez Pablo Mazón Araitz Sande Samuel Nieto Iñigo Martínez. |
| Vorrunde               | Lettland (5:24) Dänemark (2:15) Polen (5:10) Österreich (3:4) Großbritannien (5:8) Kasachstan (4:14) Chinesisch Taipeh (4:5)                                                             |
| Halbfinale             | ausgeschieden |
| Finale/Spiel um Bronze | ausgeschieden |
| Rang                   | 8 |

### Eiskunstlauf
| Athleten                           | Wettbewerb | Kurzprogramm/-tanz | Kurzprogramm/-tanz | Kür/Kürtanz | Kür/Kürtanz | Gesamt | Gesamt |
| Athleten                           | Wettbewerb | Punkte             | Rang               | Punkte      | Rang        | Punkte | Rang   |
| ---------------------------------- | ---------- | ------------------ | ------------------ | ----------- | ----------- | ------ | ------ |
| Mixed                              |            |                    |                    |             |             |        |        |
| Carolina Shan Campillo Pau Vilella | Paarlauf   | 31,52              | 3                  | 62,51       | 2           | 94,03  | Bronze |

### Eisschnelllauf
| Athleten          | Wettbewerb | Zeit        | Rang |
| ----------------- | ---------- | ----------- | ---- |
| Frauen            |            |             |      |
| Ona Rodríguez     | 500 m      | 41,195 s    | 11   |
| Ona Rodríguez     | 1500 m     | 2:13,04 min | 17   |
| Lucía Alapont     | 500 m      | 43,31 s     | 24   |
| Lucía Alapont     | 1500 m     | 2:16,54 min | 22   |
| Männer            |            |             |      |
| Sergio Álvarez    | 500 m      | 40,71 s     | 25   |
| Sergio Álvarez    | 1500 m     | 2:02,11 min | 19   |
| Christopher López | 500 m      | 40,19 s     | 24   |
| Christopher López | 1500 m     | 2:08,29 min | 27   |

| Athleten                     | Wettbewerb  | Halbfinale  | Halbfinale | Finale        | Finale        | Rang |
| Athleten                     | Wettbewerb  | Zeit        | Rang       | Zeit          | Rang          | Rang |
| ---------------------------- | ----------- | ----------- | ---------- | ------------- | ------------- | ---- |
| Frauen                       |             |             |            |               |               |      |
| Ona Rodríguez                | Massenstart | 5:59,23 min | 9          | ausgeschieden | ausgeschieden | 17   |
| Lucía Alapont                | Massenstart | 6:28,42 min | 13         | ausgeschieden | ausgeschieden | 29   |
| Männer                       |             |             |            |               |               |      |
| Sergio Álvarez               | Massenstart | 6:21,16 min | 3          | 5:30,99 min   | 8             | 8    |
| Christopher López            | Massenstart | 5:50,08 min | 14         | ausgeschieden | ausgeschieden | 24   |
| Mixed                        |             |             |            |               |               |      |
| Ona Rodríguez Sergio Álvarez | Staffel     | 3:12,24 min | 7          | ausgeschieden | ausgeschieden | 7    |

### Freestyle-Skiing
| Athleten        | Wettbewerb  | Gruppenphase | Gruppenphase | Halbfinale    | Halbfinale    | Halbfinale    | Finale/Kleines Finale | Finale/Kleines Finale | Finale/Kleines Finale | Rang |
| Athleten        | Wettbewerb  | Punkte       | Rang         | Gegner        | Punkte        | Rang          | Gegner                | Punkte                | Rang                  | Rang |
| --------------- | ----------- | ------------ | ------------ | ------------- | ------------- | ------------- | --------------------- | --------------------- | --------------------- | ---- |
| Männer          |             |              |              |               |               |               |                       |                       |                       |      |
| Anton Verdaguer | Dual Moguls | 10           | 10           | ausgeschieden | ausgeschieden | ausgeschieden | ausgeschieden         | ausgeschieden         | ausgeschieden         | 10   |

### Skeleton
| Athleten    | Lauf 1  | Lauf 1 | Lauf 2  | Lauf 2 | Gesamt      | Gesamt |
| Athleten    | Zeit    | Rang   | Zeit    | Rang   | Zeit        | Rang   |
| ----------- | ------- | ------ | ------- | ------ | ----------- | ------ |
| Frauen      |         |        |         |        |             |        |
| Clara Aznar | 56,43 s | 12     | 56,23 s | 11     | 1:52,66 min | 12     |

### Ski Alpin
| Athleten   | Wettbewerb         | Lauf 1  | Lauf 1 | Lauf 2  | Lauf 2 | Gesamt      | Gesamt |
| Athleten   | Wettbewerb         | Zeit    | Rang   | Zeit    | Rang   | Zeit        | Rang   |
| ---------- | ------------------ | ------- | ------ | ------- | ------ | ----------- | ------ |
| Frauen     |                    |         |        |         |        |             |        |
| María Abad | Super-G            | —       | —      | —       | —      | 56,16 s     | 22     |
| María Abad | Alpine Kombination | 58,59 s | 25     | 53,44 s | 15     | 1:52,03 min | 19     |
| María Abad | Riesenslalom       | 51,73 s | 22     | 54,58 s | 17     | 1:46,31 min | 17     |
| María Abad | Slalom             | 52,88 s | 23     | 49,09 s | 7      | 1:41,97 min | 15     |

### Skilanglauf
| Athleten      | Wettbewerb       | Zeit        | Rang |
| ------------- | ---------------- | ----------- | ---- |
| Frauen        |                  |             |      |
| Naia González | 7,5 km klassisch | 25:25,8 min | 37   |
| Männer        |                  |             |      |
| Peio Añarbe   | 7,5 km klassisch | 21:03,6 min | 25   |

| Athleten      | Wettbewerb      | Qualifikation | Qualifikation | Viertelfinale | Viertelfinale | Halbfinale    | Halbfinale    | Finale        | Finale        | Rang |
| Athleten      | Wettbewerb      | Zeit          | Rang          | Zeit          | Rang          | Zeit          | Rang          | Zeit          | Rang          | Rang |
| ------------- | --------------- | ------------- | ------------- | ------------- | ------------- | ------------- | ------------- | ------------- | ------------- | ---- |
| Frauen        |                 |               |               |               |               |               |               |               |               |      |
| Naia González | Sprint Freistil | 3:51,16 min   | 35            | ausgeschieden | ausgeschieden | ausgeschieden | ausgeschieden | ausgeschieden | ausgeschieden | 35   |
| Männer        |                 |               |               |               |               |               |               |               |               |      |
| Peio Añarbe   | Sprint Freistil | 3:08,70 min   | 14            | 3:33,29 min   | 6             | ausgeschieden | ausgeschieden | ausgeschieden | ausgeschieden | 27   |

### Snowboard
| Athleten                       | Wettbewerbe               | Vorrunde | Viertelfinale | Halbfinale    | Finale/Kleines Finale | Rang |
| Athleten                       | Wettbewerbe               | Rang     | Rang          | Rang          | Rang                  | Rang |
| ------------------------------ | ------------------------- | -------- | ------------- | ------------- | --------------------- | ---- |
| Frauen                         |                           |          |               |               |                       |      |
| Andrea Seijas                  | Snowboardcross            | 10       | —             | ausgeschieden | ausgeschieden         | 20   |
| Männer                         |                           |          |               |               |                       |      |
| Martxelo Uruzola               | Snowboardcross            | 11       | —             | ausgeschieden | ausgeschieden         | 22   |
| Mixed                          |                           |          |               |               |                       |      |
| Martxelo Uruzola Andrea Seijas | Mixed-Team Snowboardcross | 4        | ausgeschieden | ausgeschieden | ausgeschieden         | 19   |